# Dieter Lüders
Klaus-Dieter Lüders (* 18. August 1956) ist ein ehemaliger deutscher Fußballspieler.
Lüders absolvierte in den Jahren 1978 bis 1981 insgesamt 81 Spiele in der 2. Fußball-Bundesliga Süd für Eintracht Trier und erzielte dabei acht Tore. Nach eigenen Angaben bestritt er 89 Spiele für den Zweitligisten (neun Tore) und kam zudem in 151 Oberligaspielen zum Einsatz. Dabei schoss er 25 Tore. Auch war er als Spieler für den SV Leiwen in 55 Oberligaspielen aktiv und erzielte dabei zwölf Tore. Für den luxemburgischen Erstligisten CS Grevenmacher lief er von 1987 bis 1990 in 60 Spielen auf und traf 16-mal. Als Trainer war er später für den SV Ehrang tätig, mit dem er 1993 Meister in der Bezirksliga wurde. Auch hatte er beim Verbandsligisten SV Mehring und in der Kreisliga beim SV Longuich das Traineramt inne. In der laufenden Saison 1997/98 übernahm er die Position des Trainers des C-Kreisligisten TuS Issel, wobei Lüders sporadisch auch noch als Spieler zum Einsatz kam. Anschließend wirkte er von 2000 bis 2005 als Geschäftsführer des seinerzeitigen 2. Bundesligisten Eintracht Trier. Seit April 2011 gehört er dem Führungsteam von Borussia Neunkirchen an. Dort leitet er die Geschäftsstelle und zeichnet für das Marketing verantwortlich.